# Tapsikáné fülönfüggője
A Tapsikáné fülönfüggője 1985-ben bemutatott magyar televíziós bábfilm, amelyet a Magyar Televízió készített. A forgatókönyvet Fésűs Éva írta, a bábfilmet Deák István rendezte, a zenéjét Keceli Zsuzsa szerkesztette. 
Magyarországon 1985. december 25-én vetítették le a televízióban.

## Cselekmény
Az idősödő Tapsikáné úgy dönt, bevonul az illabereki vadaskertbe. Jól védett "ketrecének" megvásárlásához azonban szüksége van némi pénzre. Legféltettebb kincsét, csodabogyóval díszített fülönfüggőjét szeretné eladni, amit el is visz Borz Benedek ékszerészhez.

## Alkotók
- Rendezte: Deák István
- Írta: Fésűs Éva
- Dramaturg: Békés József
- Zenéjét szerkesztette: Keceli Zsuzsa
- Vezető operatőr: Dobay Sándor
- Operatőr: Kereki Sándor, Király Sándor, Réz Dávid, Zádor István
- Műszaki vezető: Szőke Péter
- Báb- és díszlettervező: Lévai Sándor
- Díszletépítő: Polgár Béla
- Fővilágosító: Schmidt István
- Kellék: Szabó Zsuzsa
- A rendező munkatársa: Sebestyén Sándor
- Munkatársak: Baroch László, Bende Attila, Fleiner Gábor, Kupcsik Gyula
- Technikai rendező: Dékány György
- Felvételvezető: Kiss Gábor
- Gyártásvezető: Koncsik László

Készítette a Magyar Televízió

## Szereplők
- Tapsikáné: Szöllősy Irén
- Mackó néni: Bánd Anna
- Borz Benedek: Domonkos Béla
- Borz Berci: Erdős István
- Malacka: Kilin Ildikó
- Mogyorós Pele Muci: Simándi Anna
- Ravasz doktor: Czipott Gábor
- Vödrös farkas: Dörögdy Miklós
- Tücsök zenész: Kaszás László
- Hörcsög vendég: Cser Tamás
- Szimat rendőr: Mult István

## Rádiójáték
A bábfilm előtt 1976-ban a Magyar Rádióban 50 perces rádiójáték készült belőle Sebő Ferenc és népzenekarának aláfestő zenéjével. A rádiójátékot 1976. április 18-án mutatták be.
Szereplők:
- Borz Berci: Szacsvay László
- Mogyorós Pele Muci: Jani Ildikó
- Malacka: Várhegyi Teréz
- Ravaszdi doktor: Avar István
- Vödrös farkas: Major Tamás
- Tapsikáné: Csala Zsuzsa
- Mackó néni: Ronyecz Mária
- Borz Benedek: Horváth Ferenc
- közreműködött: Sebő együttes

Alkotók:
- Írta: Fésűs Éva
- Zene: Sebő Ferenc
- A felvételt Dobó Katalin és Végh György készítette.
- Zenei munkatárs: Takács György
- A rendező munkatársa: Kovács Mari, Kürti József
- Dramaturg: Derera Éva
- Rendező: Csajági János